# Bernhard Liebetanz
Bernhard Liebetanz (* 31. Juli 1894 in Schwersen; † 10. Januar 1966) war ein deutscher Konteradmiral der Kriegsmarine.

## Leben
Bernhard Liebetanz trat am 1. April 1913 in die Kaiserliche Marine ein. Bis August 1914 war er Zugführer in der VIII. Seewehr-Abteilung und ging als Fähnrich auf die Ostfriesland. Hier wurde er am 18. September 1915 zum Leutnant zur See befördert. Ab September 1917 war er zur Ausbildung an der U-Boot-Schule und ging dann als Wachoffizier auf die U 47, UC 25 und U 39. Im Mai 1918 wurde er bis Kriegsende gemeinsam mit der gesamten Besatzung von U 39 in Spanien interniert.
Nach seiner Rückkehr nach Deutschland wurde er in die Reichsmarine übernommen. Am 7. Januar 1920 wurde er zum Oberleutnant zur See und am 1. Mai 1925 zum Kapitänleutnant befördert.
Vom 26. März 1933 bis September 1934 war er als Korvettenkapitän (Beförderung am 1. Dezember 1932), nachdem er bereits vorher Erster Offizier auf dem Schiff gewesen war, Kommandant des Artillerieschulschiffs Bremse. Später ging er als Erster Offizier auf den Leichten Kreuzers Emden. Als Fregattenkapitän war er vom 20. Juni 1937 bis 27. Juli 1937 Kommandant dieses Kreuzers. Am 1. Oktober 1938 folgte seine Beförderung zum Kapitän zur See.
Von Mai 1939 bis zur Auflösung im März 1940 war er Chef der Kriegsmarinedienststelle Königsberg. Anschließend war er bis Mai 1940 Küstenbefehlshaber östliche Ostsee und Festungskommandant Gotenhafen. Für einen Monat war er Hafenkommandant Den Helder und ebenfalls für einen Monat Marineverbindungsoffizier zum AOK 4. Ab August 1940 war er Chef der neu eingerichteten Kriegsmarinedienststelle Bordeaux. Im September 1940 gab er das Kommando ab und wurde bis Februar 1941 Chef der Kriegsdienststelle Le Havre. Anschließend war er bis August 1942 Kommandant der Seeverteidigung Le Havre, welcher ab Dezember 1941 als Kommandant der Seeverteidigung Seine-Somme weitergeführt wurde. Von September 1942 bis April 1943 war er Chef des Stabes beim Admiral der norwegischen Westküste. Bis April 1945 war er Inspekteur der Marineartillerie-Arsenal-Inspektion. Nach dem Krieg kam er in Kriegsgefangenschaft, aus welcher er am 2. Dezember 1946 entlassen wurde.